# Przełęcz nad Roztocznym
Przełęcz nad Roztocznym – przełęcz w głównym grzbiecie Pasma Baraniej Góry i Skrzycznego w Beskidzie Śląskim, położona na wysokości 1058 m n.p.m. pomiędzy szczytami Baraniej Góry (1220 m) i Magurki Wiślańskiej (1140 m). Nazwa pochodzi od wypływającego z zachodnich stoków przełęczy potoku Roztoczny. Ze wschodnich stoków przełęczy spływa jeden z cieków potoku Bystra. Rejon przełęczy porasta las.

## Szlaki turystyczne
Główny Szlak Beskidzki na odcinku: Przełęcz Kubalonka – Stecówka – Schronisko PTTK na Przysłopie pod Baranią Górą – Barania Góra – Przełęcz nad Roztocznym – Magurka Wiślańska – Glinne – Węgierska Górka
 Istebna – Karolówka – Schronisko PTTK na Przysłopie pod Baranią Górą – Barania Góra – Przełęcz nad Roztocznym – Magurka Wiślańska – Malinowska Skała – Skrzyczne – Szczyrk.